# كيم جي مين (ممثلة كوميدية)
كيم هي جونغ (بالكورية: 김희정)‏ هي ممثلة مذيعة ومقدمة برامج تلفزيونية كورية جنوبية . ولدت يوم 30 نوفمبر 1984 في دونغهاي في كوريا الجنوبية.